# نهر جازكونيد

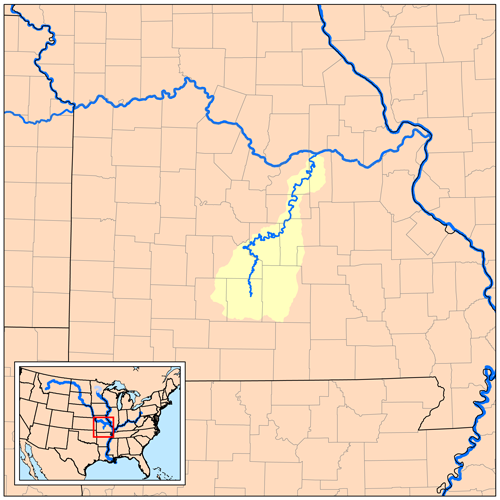

نهر جازكونيد (بالإنجليزية: Gasconade River) هو نهر بطول 280 ميل حولي 450 كيلومتر ويقع في وسط و في الوسط الجنوبي لولاية ميزوري في الولايات المتحدة.
يبدأ النهر في جبال الأوزارك في الجنوب الشرقي لهارتفيل في مقاطعة رايت ويتدفق نحو شمال الشرق.